# Brunettia longiscapa
Brunettia longiscapa és una espècie d'insecte dípter pertanyent a la família dels psicòdids que es troba a Oceania: Papua Nova Guinea.